# Karl Patzelt
Karl Patzelt (Craiova, 3 febbraio 1893 – Vidor, 4 maggio 1918) è stato un aviatore austro-ungarico.
L'Oberleutnant Karl Patzelt fu un Asso dell'aviazione della prima guerra mondiale accreditato con cinque vittorie aeree.

## Biografia e prima guerra mondiale
Il luogo di nascita di Patzelt viene spesso erroneamente indicato come Crajova, in Boemia. Ciò è stato causato da un errore nei suoi documenti personali austriaci depositati a Vienna, che dichiarano "Crajova, Böhmen". In realtà, nessun posto simile esiste in Boemia. Secondo il documento di Patzelt depositato a Praga egli era nato a Craiova, in Romania ed il suo domicilio legale era Mladá Boleslav, in Boemia, da cui proveniva suo padre. La stessa fonte dà anche la sua data di nascita esatta il 3 febbraio 1893 e le lingue parlate come tedesco, rumeno e ceco.
Il 29 novembre 1917 abbatte un SAML della 112ª Squadriglia sul Piave con il suo caccia Albatros D.III in collaborazione con gli assi Ernst Strohschneider (15 vittorie) e Franz Gräser (18 vittorie); il SAML atterra in emergenza nelle linee austriache.
Patzelt è Morto in combattimento il 4 maggio quando il suo Albatros D.III è stato abbattuto durante un duello sul Montello (colle), una collina nella provincia italiana di Treviso. Il merito per la vittoria è stato contestato. Almeno un autore lo assegna al pilota Sergente Giovanni Nicelli della 79ª Squadriglia del Corpo Aeronautico Militare ed altri lo accreditano al pilota della Royal Air Force Lt. Gerald Birks del No. 66 Squadron RAF.